# Кашићи
Кашићи су насељено место у Босни и Херцеговини у општини Коњиц у Херцеговачко-неретванском кантону које административно припада Федерацији Босне и Херцеговине. Према попису становништва из 1991. у насељу је живјело 58 становника.

## Становништво
По последњем службеном попису становништва из 1991. године, у насељу Кашићи живело је 115 становника. Већина становника су били Муслимани.
| Националност | 1991.        | 1981. | 1971. |
| Муслимани    | 106 (92,17%) |       |       |
| Срби         | 9 (7,83%)    |       |       |
| Укупно       | 115          |       |       |